# Jeux sud-américains de 2010
Navigation
2006 2014
Les Jeux sud-américains de 2010, officiellement connus comme les IXe Jeux sud-américains, se sont déroulés du 17 au 30 mars 2010, bien que l'inauguration officielle ait eu lieu le 19 mars, à Medellín en Colombie. La ville de Medellín a été élue parmi trois villes candidates lors du Congrès de l'organisation sportive sud-américaine (ODESUR) précédant le lancement des Jeux sud-américains de 2006 le 7 novembre 2006 à Buenos Aires. C'est la première fois que la Colombie accueille une des éditions de cette compétition multisports qui a lieu tous les quatre ans depuis 1978 et où les pays affiliés à l'ODESUR s'affrontent.
Les Jeux rassemblent 3 751 athlètes des 15 pays de l'ODESUR qui participent dans 31 sports et 42 épreuves. Lors de cette compétition qui dure deux semaines, les épreuves sportives se sont déroulées sur huit sites : Bello, Copacabana, Envigado, Guarne, Guatapé, Itagüí, Rionegro et Sabaneta. À l'occasion de ces Jeux, cinq nouveaux stades et un village olympique composé de treize tours de logements sont construits.

## Historique
Au milieu des années 1970, l'idée de créer une compétition réunissant les pays d'Amérique du Sud fait son chemin. À l'instigation du président du comité national olympique argentin de l'époque, Pablo Cagnasso, les négociations sont engagées avec les différents comités olympiques de la région. Celles-ci aboutissent à la création de l'organisation sportive sud-américaine (ODESUR) le 27 mars 1975.
Le premier congrès de l'ODESUR est organisé à La Paz sous les auspices de l'organisation sportive panaméricaine (espagnol : Organización Deportiva Panamericana ou ODEPA) le 26 mars 1976 en la présence des comités olympiques argentin, bolivien, chilien, paraguayen et péruvien. En octobre de l'année suivante, durant les VIIIe Jeux bolivariens, a lieu un deuxième congrès, où sont adoptés les statuts et les règlements de l'ODESUR. Il y est également décidé que la Bolivie serait l'hôte des premiers Jeux de la Croix du Sud (espagnol : Juegos Cruz del Sur).
Mais ce n'est que lors d'un troisième congrès qui a lieu le 10 et 11 juin 1978, à Santiago du Chili, que les premiers Jeux de la nouvelle organisation sont actés. Les règlements du comité d'organisation et le calendrier de l'évènement sont alors définis. Les Jeux se dérouleraient au mois de novembre de la même année, avec la participation de huit pays. Dans le même temps, José Gamarra Zorrilla fut désigné président de l'Organización Deportiva Suramericana. En 2010, quinze Comités olympiques faisaient partie de l'ODESUR.

## Candidature

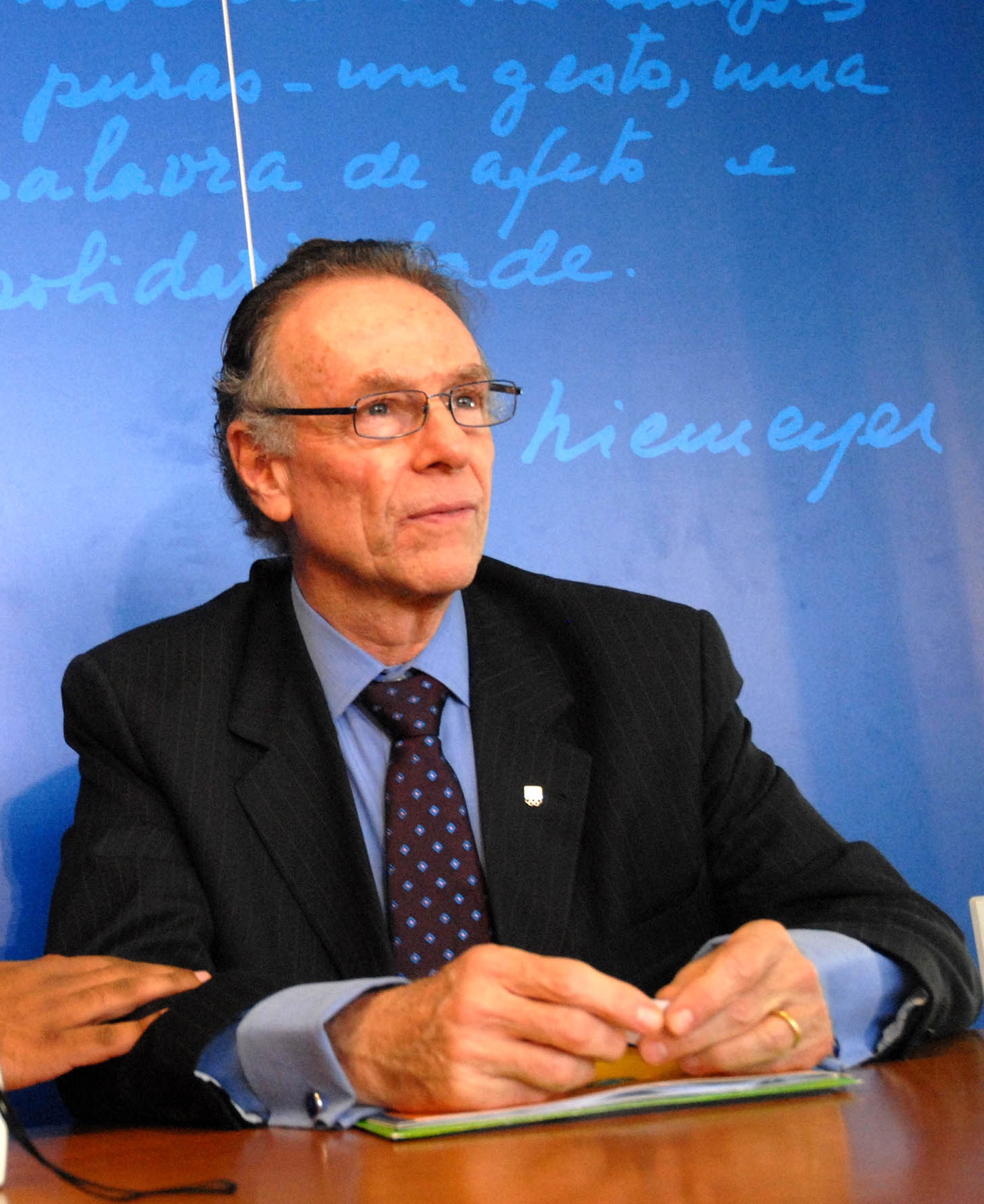
Carlos Arthur Nuzman, président de l'ODESUR.

Trois villes postulent pour accueillir les Jeux sud-américains de 2010 : Barquisimeto (Venezuela), Medellín (Colombie) et Santiago du Chili (Chili). Cependant, seules les candidatures des deux dernières sont prises en compte, Barquisimeto ne répondant pas à toutes les exigences,. Après connaissance des villes candidates, il est établi que l'élection aurait lieu le 7 novembre 2006, à Buenos Aires, lors du Congrès de l'ODESUR qui précède le lancement des Jeux sud-américains entre le 9 et le 19 novembre dans la capitale argentine. De plus, lors de cette réunion, l'ODESUR nomme une Commission d'évaluation des candidatures des villes qui se compose des présidents des comités olympiques du Paraguay, Ramón Zubizarreta, et de l'Équateur, Danilo Carrera, ainsi que du directeur technique de l'ODESUR, José Roberto Perillier.
Le maire de Medellín, Sergio Fajardo, le président du comité olympique colombien, Andrés Botero, le directeur d'Indeportes Antioquia, Juan Fernando Mesa, le directeur du comité de soutien au projet de Medellín, Diego Palacios, et la directrice de l'Institut du Sport et la Récréation de Medellín (INDER), Alicia Eugenia Vargas, sont les membres de la délégation colombienne qui voyagea jusqu'à Buenos Aires pour défendre la candidature de Medellín.
La présentation de la candidature de Medellín, durant laquelle sont intervenus les membres de la délégation colombienne, est lancée et conclue par le président du COC. Durant son exposé, Fajardo énonce les avantages de la ville et sa tradition sportive. Par ailleurs, il souligne les progrès effectués par la capitale du département d'Antioquia, qui est passée du statut de capitale violente à celui de capitale du progrès et de l'espoir[réf. nécessaire]. Une vidéo de quatre minutes est également visionnée, dans laquelle le président Alvaro Uribe soutient largement la candidature de Medellín. Il y cite également les réussites des XVe Jeux bolivariens de 2005 à Armenia et Pereira et des XXe Jeux d'Amérique centrale et des Caraïbes à Carthagène des Indes en 2006[réf. nécessaire]. De son côté, le Chili axe sa présentation autour de la modernisation du pays, avec un investissement de 28,8 millions de dollars dans les infrastructures sportives et des offres économiques substantielles visant à accroître le nombre de concurrents de chaque pays[réf. nécessaire].
Le 7 novembre 2006, lors du vote devant définir la ville hôte de la neuvième édition des Jeux sud-américains, quatorze des quinze pays membres de l'ODESUR participent à l'élection, la Guyana étant absente. Medellín l'emporte à 8 voix contre 6 pour Santiago du Chili,,. À l'issue du vote, Carlos Arthur Nuzman, président de l'ODESUR, déclare : « ... pour le projet présenté par la ville de Medellín, nous sommes certains que les IX Jeux sud-américains seront un succès ». Ainsi, après la candidature échouée de Bogota pour les Jeux sud-américains de 2002, en raison de la rupture du processus de dialogue entre les FARC et le gouvernement d'Andrés Pastrana et la reprise des attentats par la guérilla, la Colombie accueille pour la première fois les Jeux sud-américains.

## Dénomination
Le 7 mai 2007, lors du XXe congrès ordinaire de l'ODESUR, dans une volonté de normalisation, il est décidé que la dénomination officielle serait dorénavant la suivante : le numéral, correspondant à l'édition des Jeux, en chiffres romains, suivi du titre Juegos Suramericanos, puis du nom de la ville hôte et de l'année. Ainsi pour les Jeux 2010 se déroulant à Medellín, la dénomination officielle est IX Juegos Suramericanos Medellín 2010.
En effet, avant cette date, les Jeux sont nommés de différentes manières. Durant les deux premières éditions, ils sont appelés Juegos Cruz del Sur (Jeux de la Croix du Sud). Puis de 1986 à 2006, le nom de Juegos Sudamericanos est employé (à l'exception de 1994 et des V Juegos Suramericanos Valencia '94). De plus, il existe une différence linguistique entre les pays de la région, la presse peut dénommer l'évènement soit Juegos Sudamericanos (en Argentine, au Pérou, par exemple) soit Juegos Suramericanos (en Colombie ou au Chili).

## Symboles

### Logotype

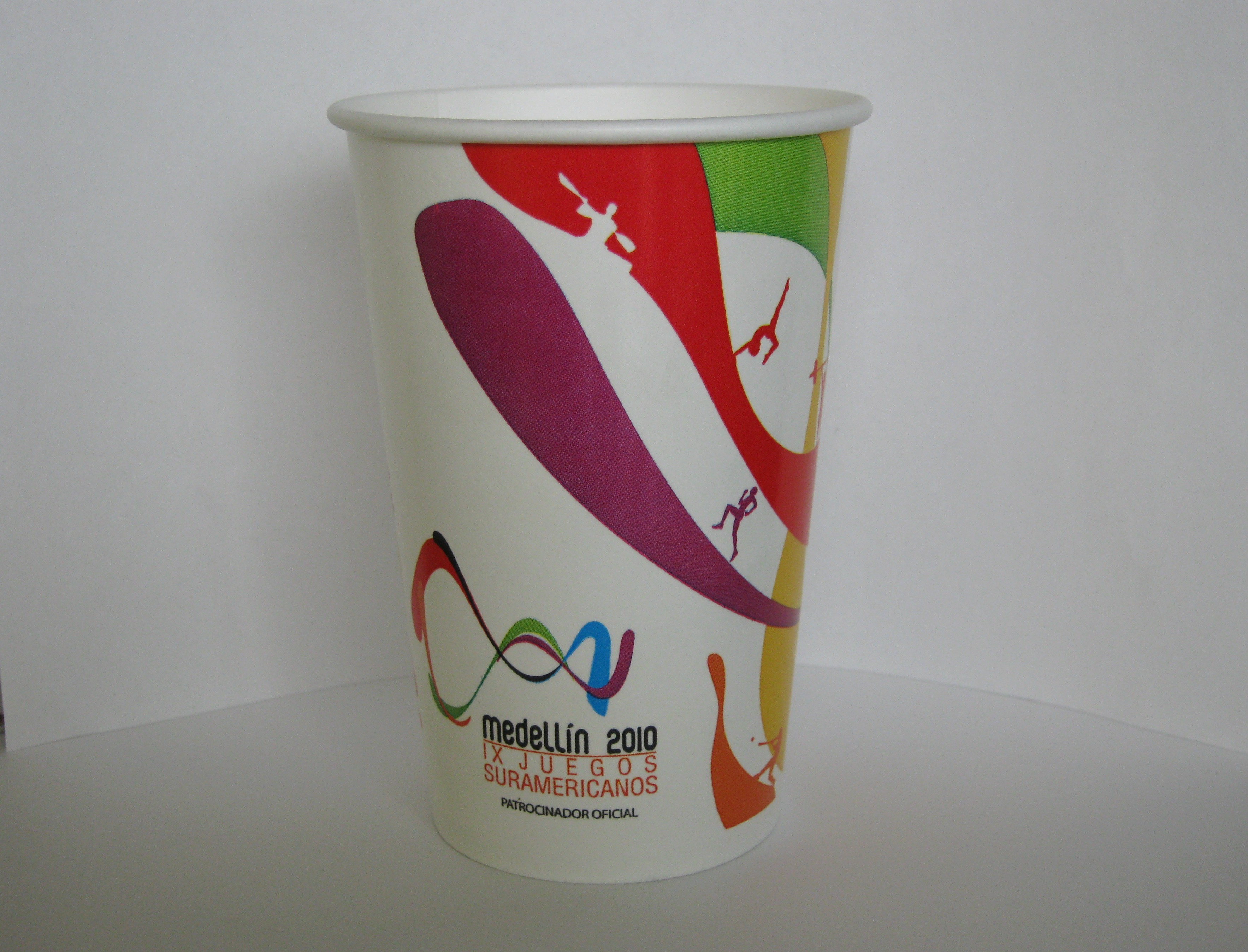
Verre de soda utilisé lors des Jeux sud-américains de Medellin en 2010, sur lequel le logo peut être observé.

Un concours public fut mis en place pour obtenir le logo des Jeux durant lequel 120 propositions furent faites. Le 3 décembre 2009, dans le parc Juanes de la Paz (es), le design de María Paulina Escobar Soto, appelé Ciudad Dinámica (Ville dynamique), remporte le premier prix, à savoir 15 000 000 COP. Escobar Soto, une étudiante en huitième semestre de communication graphique et publicité à l'université de Medellin, réalisa à l'origine le logo dans le cadre d'un travail final d'une matière de l'université dans lequel elle essaya de représenter Medellín sur papier.

## Organisation

### Comité organisateur

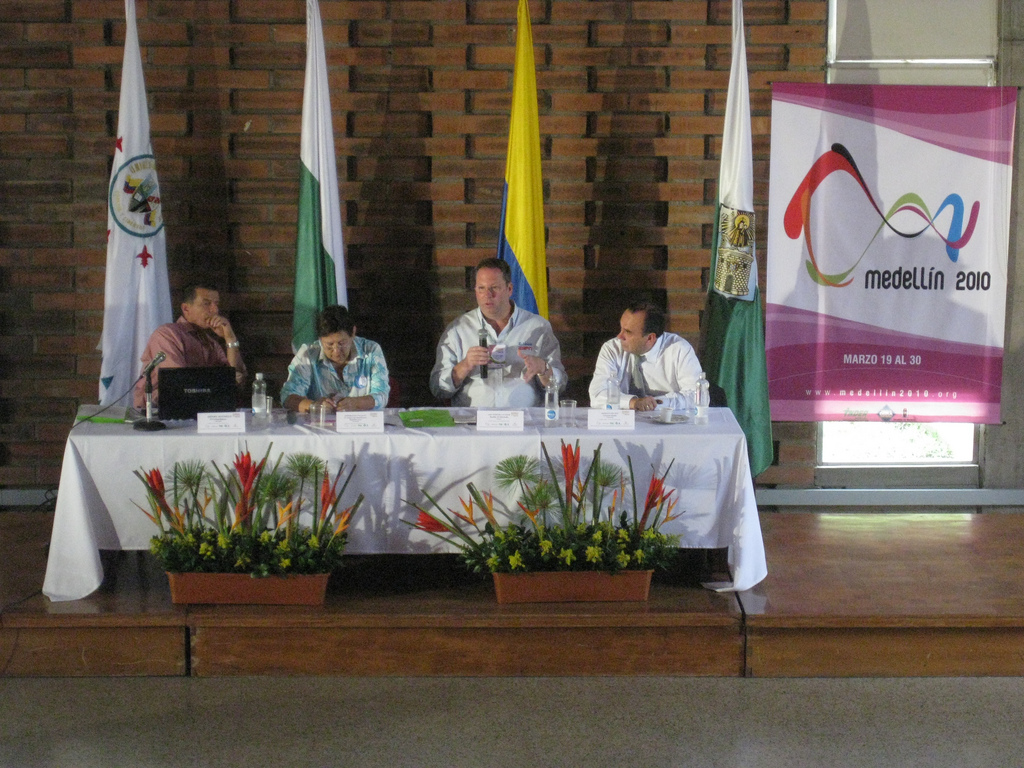
Séminaire international en vue des Jeux de Medellín en 2010.

La directrice générale des Jeux sud-américains de 2010 est Alicia Vargas Eugenia Restrepo, une avocate et ingénieure du sport. De 2004 à 2008, elle a été directrice de l'Instituto de Deportes y Recreación de Medellín (INDER). Vargas a également participé à la commission des femmes du comité international olympique (CIO)[réf. nécessaire].
Du 19 au 21 janvier 2010, a lieu un séminaire pour les chefs de mission, auquel prennent part les représentants officiels des quinze pays après avoir été accueillis par Andrés Botero, un des membres du CIO. Lors de cette réunion qui a lieu dans le Salón Antioquia de l'Hôtel Intercontinental à Medellín, ils révisent les détails de l'organisation tels que les accréditations, la préparation de la logistique avec les transports et le logements, l'avancement des travaux des scènes sportives et divers détails ponctuels. Les chefs de mission, qui ont ensuite visité les différents sites des Jeux, sont :
| - Antilles néerlandaises - Edelmiro Seferina - Argentine - María Julia Garisoain - Aruba - Juelle Thude - Bolivie - José Muñoz - Brésil - Bernard Rajzman | - Chili - Jaime Agliati Valenzuela - Colombie - Guillermo González - Équateur - Marcelo Delgado - Guyana - Gokarn Ramghani - Panama - Rolando Villalaz | - Paraguay - Arturo Piccardo - Pérou - José Quiñones González - Suriname - Óscar Brandon - Uruguay - Walter Calabria - Venezuela - Elida Párraga |

## Compétition

### Participants
Lors de ces Jeux sud-américains, 3 751 sportifs sont accrédités. La délégation colombienne est la plus représentée avec un total de 644 participants.

### Sports au programme
Cette édition des Jeux sud-américains compte 42 disciplines pour 31 sports. Le squash apparaît pour la première fois dans cette compétition, avec le retour des sports nautiques, du karaté, des jeux de quilles et du patinage. En revanche, le hockey sur gazon et le rugby disparaissent des épreuves,.
Les sports les plus représentés sont le taekwondo et la natation, les quinze pays participants s'y inscrivant. À l'opposé, seuls quatre pays sont représentés au baseball et au softball. Plusieurs délégations ont réclamé que les disciplines ayant moins de cinq pays participants ne soient pas disputées. À l'exception d'Aruba et du Panama, les autres pays s'inscrivent en athlétisme. Le tir, le judo et le karaté présentent également une participation élevée avec douze pays pour chacun de ces sports.
Par ailleurs, huit disciplines sportives ne sont pas retenues, ne remplissant pas les conditions minimales de quatre pays en lice : le football féminin, le ballet en natation synchronisée, le katame no kata et le nage-no-kata en judo féminin, la planche à voile féminine en nautisme, le 10 000 mètres en athlétisme, le deux sans barreur et le quatre sans barreur masculins en aviron et la catégorie des 72 kg en lutte libre féminine.
| - Athlétisme - Aviron - Badminton - Basketball - Baseball - Bowling - Boxe - Canoë-kayak - Cyclisme : - BMX - Piste - Route - VTT - Équitation - Escrime | - Football : - Football - Futsal - Gymnastique : - Artistique - Rythmique - Haltérophilie - Handball - Judo - Karaté - Lutte - Patinage : - Patinage de vitesse - Patinage artistique - Ski nautique | - Sports aquatiques : - Plongeon - Natation synchronisée - Natation - Nage en eau libre - Water-polo - Softball - Squash - Taekwondo - Tennis - Tennis de table - Tir - Tir à l'arc - Triathlon - Voile - Volley-ball: - En salle - Beach-volley |

## Déroulement des Jeux

### Cérémonie d'ouverture

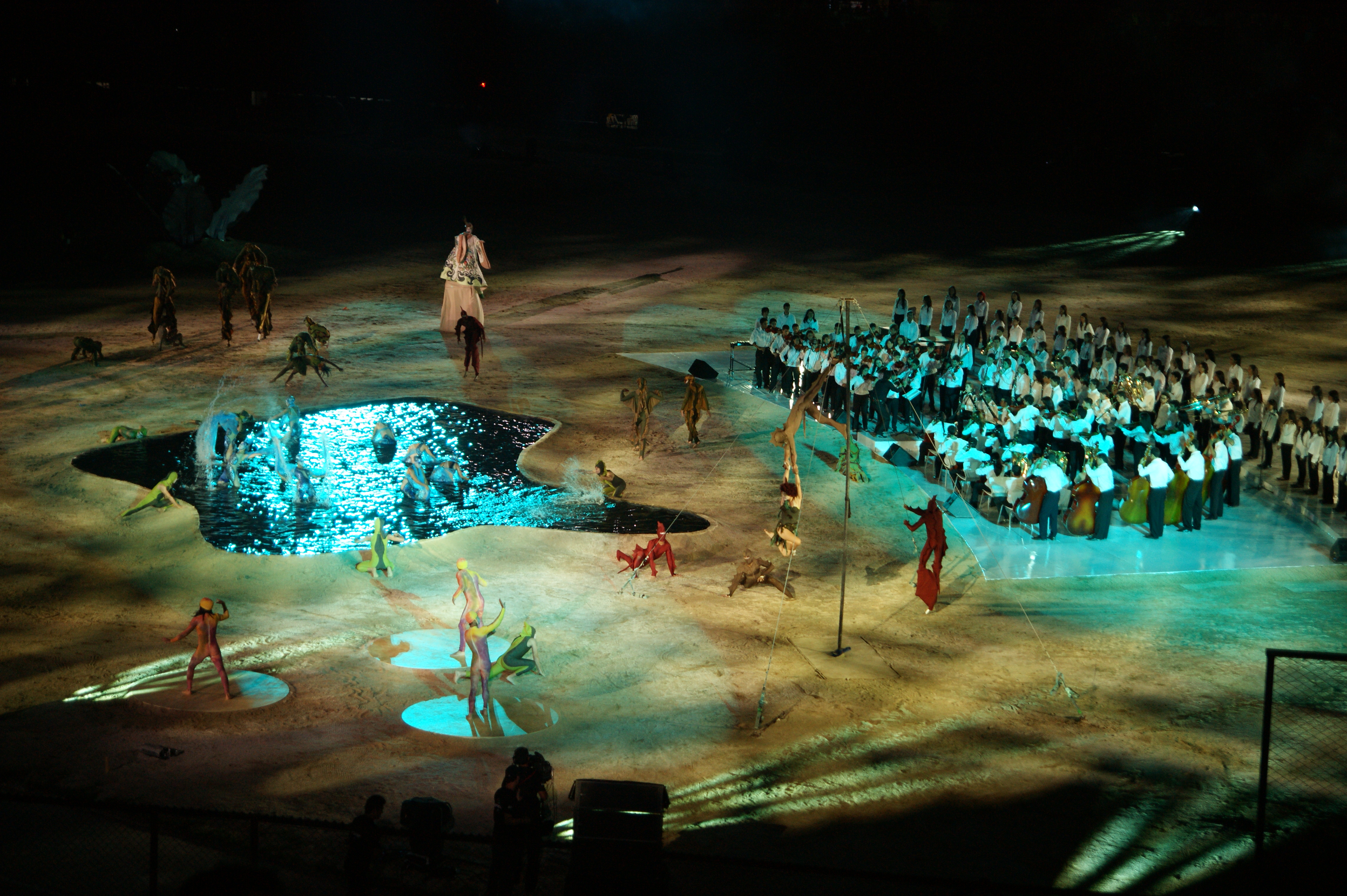
Scène artistique lors de la cérémonie d'ouverture des Jeux sud-américains de 2010.

La cérémonie d'ouverture a lieu au Stade Atanasio-Girardot le 19 mars 2010, à partir de 19 h, heure locale en Colombie. Elle est suivie par 4 500 athlètes et 41 000 spectateurs (17 000 billets de faveur accordés par la mairie, 19 000 via la vente de billets au public et 5 000 pour les délégués et les officiels).
Franco Dragone, ancien directeur du Cirque du Soleil est le concepteur de la cérémonie. À cette occasion, plus de 100 spécialistes étrangers viennent en Colombie. Pour préparer la scène, le gazon du terrain est momentanément enlevé, un total de 10 000 mètres carrés étant nécessaire au montage inaugural. Il est également nécessaire d'avoir un système d'éclairage d'un million de watts, 150 000 watts de son, 10 000 mètres de câbles distribués à travers la scène et 150 000 kilos de matériel. Les préparatifs de la cérémonie d'ouverture ont empêché le stade Atanasio Girardot d'accueillir toute autre activité durant le mois de mars.
Le spectacle artistique, appelé « Ecos, un Viaje Fantástico por Antioquia », est découpé en onze actes portant notamment sur l'histoire de Medellín, d'Antioquia et de la Colombie et de ses principaux processus de transformation. Les actes allégoriques à l'orchidée, aux textiles, à la mode, au condor, au café et aux chevaux ont ouvert le spectacle. Ils sont ensuite suivis par un discours de remerciement aux volontaires et par le traditionnel défilé des nations dans lequel les délégations la Colombie et du Chili sont ovationnées. Alicia Vargas Eugenia Restrepo, directrice des Jeux, Carlos Arthur Nuzman, président de l'ODESUR, et Álvaro Uribe Velez, président de la Colombie, sont les orateurs de la cérémonie. Leurs discours s'axent sur les remerciements vis-à-vis du pays hôte, sur le soutien au Chili lors du séisme que vient de subir le pays et sur la promotion des événements futurs sportifs en Colombie. Après le serment des athlètes et des juges, la médaillée olympique Ximena Restrepo a eu l'honneur d'effectuer le dernier trajet de la flamme sud-américaine au centre de la scène. Puis, un feu d'artifice est lancé. Environ 2 500 personnes ont participé à la cérémonie d'ouverture, dont environ 700 artistes qui se trouvaient sur la scène.

### Calendrier
La compétition se répartit sur 31 sports, 24 étant considérés comme des disciplines olympiques et les 7 autres faisant partie des épreuves de sports panaméricains (en).

(voir PROGRAMA DE COMPETENCIAS et)
|  | Cérémonies |  | Jour de compétition |  | Jour de finale | 4 | Nombre de finales |

| Calendrier général des Jeux sud-américains de 2010[réf. nécessaire] | Calendrier général des Jeux sud-américains de 2010[réf. nécessaire] | Calendrier général des Jeux sud-américains de 2010[réf. nécessaire] | Calendrier général des Jeux sud-américains de 2010[réf. nécessaire] | Calendrier général des Jeux sud-américains de 2010[réf. nécessaire] | Calendrier général des Jeux sud-américains de 2010[réf. nécessaire] | Calendrier général des Jeux sud-américains de 2010[réf. nécessaire] | Calendrier général des Jeux sud-américains de 2010[réf. nécessaire] | Calendrier général des Jeux sud-américains de 2010[réf. nécessaire] | Calendrier général des Jeux sud-américains de 2010[réf. nécessaire] | Calendrier général des Jeux sud-américains de 2010[réf. nécessaire] | Calendrier général des Jeux sud-américains de 2010[réf. nécessaire] | Calendrier général des Jeux sud-américains de 2010[réf. nécessaire] | Calendrier général des Jeux sud-américains de 2010[réf. nécessaire] | Calendrier général des Jeux sud-américains de 2010[réf. nécessaire] | Calendrier général des Jeux sud-américains de 2010[réf. nécessaire] | Calendrier général des Jeux sud-américains de 2010[réf. nécessaire] | Calendrier général des Jeux sud-américains de 2010[réf. nécessaire] |
| mars 2010                                                           | mars 2010                                                           | mars 2010                                                           | 17                                                                  | 18                                                                  | 19                                                                  | 20                                                                  | 21                                                                  | 22                                                                  | 23                                                                  | 24                                                                  | 25                                                                  | 26                                                                  | 27                                                                  | 28                                                                  | 29                                                                  | 30                                                                  | Total                                                               |
| ------------------------------------------------------------------- | ------------------------------------------------------------------- | ------------------------------------------------------------------- | ------------------------------------------------------------------- | ------------------------------------------------------------------- | ------------------------------------------------------------------- | ------------------------------------------------------------------- | ------------------------------------------------------------------- | ------------------------------------------------------------------- | ------------------------------------------------------------------- | ------------------------------------------------------------------- | ------------------------------------------------------------------- | ------------------------------------------------------------------- | ------------------------------------------------------------------- | ------------------------------------------------------------------- | ------------------------------------------------------------------- | ------------------------------------------------------------------- | ------------------------------------------------------------------- |
| Cérémonies                                                          | Cérémonies                                                          | -                                                                   | -                                                                   | -                                                                   | O                                                                   | -                                                                   | -                                                                   | -                                                                   | -                                                                   | -                                                                   | -                                                                   | -                                                                   | -                                                                   | -                                                                   | -                                                                   | C                                                                   | -                                                                   |
| Athlétisme                                                          | Athlétisme                                                          |                                                                     | -                                                                   | -                                                                   | -                                                                   | 12                                                                  | 12                                                                  | 10                                                                  | 10                                                                  | -                                                                   | -                                                                   | -                                                                   | -                                                                   | -                                                                   | -                                                                   | -                                                                   | 44                                                                  |
| Badminton                                                           | Badminton                                                           |                                                                     | -                                                                   | -                                                                   | -                                                                   | 1                                                                   | -                                                                   | -                                                                   | -                                                                   | 5                                                                   | -                                                                   | -                                                                   | -                                                                   | -                                                                   | -                                                                   | -                                                                   | 6                                                                   |
| Basket-ball                                                         | Basket-ball                                                         |                                                                     | -                                                                   | -                                                                   | -                                                                   | -                                                                   | -                                                                   | -                                                                   | -                                                                   | 1                                                                   | -                                                                   | -                                                                   | -                                                                   | -                                                                   | 1                                                                   | -                                                                   | 2                                                                   |
| Handball                                                            | Handball                                                            |                                                                     | -                                                                   | -                                                                   | -                                                                   | -                                                                   | -                                                                   | -                                                                   | -                                                                   | 1                                                                   | -                                                                   | -                                                                   | -                                                                   | -                                                                   | -                                                                   | 1                                                                   | 2                                                                   |
| Baseball                                                            | Baseball                                                            |                                                                     | -                                                                   | -                                                                   | -                                                                   | -                                                                   | -                                                                   | -                                                                   | -                                                                   | -                                                                   | -                                                                   | -                                                                   | 1                                                                   | -                                                                   | -                                                                   | -                                                                   | 1                                                                   |
| Bowling                                                             | Bowling                                                             |                                                                     | -                                                                   | -                                                                   | -                                                                   | -                                                                   | -                                                                   | -                                                                   | -                                                                   | 2                                                                   | 2                                                                   | 3                                                                   | 6                                                                   | 2                                                                   | -                                                                   | -                                                                   | 15                                                                  |
| Boxe                                                                | Boxe                                                                |                                                                     | -                                                                   | -                                                                   | -                                                                   | -                                                                   | -                                                                   | -                                                                   | -                                                                   | -                                                                   | -                                                                   | -                                                                   | 14                                                                  | -                                                                   | -                                                                   | -                                                                   | 14                                                                  |
| Canoë-kayak                                                         | Canoë-kayak                                                         |                                                                     | -                                                                   | -                                                                   | -                                                                   | -                                                                   | -                                                                   | -                                                                   | -                                                                   | -                                                                   | -                                                                   | -                                                                   | 8                                                                   | 8                                                                   | 8                                                                   | -                                                                   | 24                                                                  |
| mars 2010                                                           | mars 2010                                                           | mars 2010                                                           | 17                                                                  | 18                                                                  | 19                                                                  | 20                                                                  | 21                                                                  | 22                                                                  | 23                                                                  | 24                                                                  | 25                                                                  | 26                                                                  | 27                                                                  | 28                                                                  | 29                                                                  | 30                                                                  |                                                                     |

|  | Cérémonies |  | Jour de compétition |  | Jour de finale | 4 | Nombre de finales |

### Médailles
3 259 médailles sont attribuées lors des Jeux sud-américains de 2010 à Medellín. La conception traditionnelle des médailles en forme de cercle est abandonnée, la forme d'un cœur ayant été favorisée. Sur une des faces, le logo des jeux est représenté, tandis que de l'autre côté, le logo de l'Organisation sportive sud-américaine est présent. L'organisation a souhaité réaliser des médailles en forme de cœur afin de refléter l'amour que Medellín, le département d'Antioquia et la Colombie ont pu mettre dans la préparation de la neuvième édition des Jeux.
Les médailles ont été fabriquées dans un matériau appelé zamak qui est un alliage d'étain, de cuivre et de fer. Les médailles, en forme de cœur, mesurent 5,5 centimètres de diamètre. Il était initialement prévu d'attribuer 1 019 médailles en or, 1 019 en argent et 1 218 de bronze. Une plus grande quantité de médailles de bronze a été distribuée car, dans des spécialités comme la boxe, deux médailles de bronze ont été attribuées aux troisièmes. Outre les médailles récompensant les sportifs, 4 000 médailles ont été fabriquées afin d'être offertes aux participants et personnel crédités durant les Jeux.
Avec 372 médailles, la délégation colombienne établit un nouveau record de récompenses remportées lors des Jeux sud-américains, battant ainsi le Brésil qui en avait obtenu 333 lors des Jeux sud-américains de 2002 à Rio de Janeiro,. À l'issue des Jeux, le classement des nations est, :
- Pays organisateur (Colombie)

| Rang | Nation                 | Or  | Argent | Bronze | Total |
| ---- | ---------------------- | --- | ------ | ------ | ----- |
| 1    | Colombie               | 144 | 124    | 104    | 372   |
| 2    | Brésil                 | 133 | 119    | 103    | 355   |
| 3    | Venezuela              | 89  | 77     | 97     | 263   |
| 4    | Argentine              | 54  | 76     | 107    | 237   |
| 5    | Chili                  | 25  | 32     | 52     | 109   |
| 6    | Pérou                  | 19  | 19     | 33     | 71    |
| 7    | Équateur               | 16  | 21     | 57     | 94    |
| 8    | Bolivie                | 2   | 1      | 8      | 11    |
| 9    | Uruguay                | 1   | 8      | 4      | 13    |
| 10   | Paraguay               | 1   | 7      | 4      | 12    |
| 11   | Guyana                 | 1   | 1      | 2      | 4     |
| 12   | Antilles néerlandaises | 1   | 0      | 3      | 4     |
| 13   | Aruba                  | 0   | 0      | 2      | 2     |
| 13   | Panama                 | 0   | 0      | 2      | 2     |
| 13   | Suriname               | 0   | 0      | 2      | 2     |

Lors de ces Jeux sud-américains, cinq sportifs ont remporté plusieurs médailles :
| Rang | Sportif                        | Pays     | Discipline      |   |   |   | Total |
| 1    | Clara Juliana Guerrero Londono | Colombie | Jeux de quilles | 6 | 1 | 0 | 7     |
| 1    | Jercy Puello Ortiz             | Colombie | Patinage        | 6 | 1 | 0 | 7     |
| 3    | Julio Almeida                  | Brésil   | Tir             | 6 | 0 | 0 | 6     |
| 3    | Angélica Kvieczynski           | Brésil   | Gymnastique     | 6 | 0 | 0 | 6     |
| 3    | Manuel Hernando Otalora Ortiz  | Colombie | Jeux de quilles | 6 | 0 | 0 | 6     |

### Cérémonie de clôture

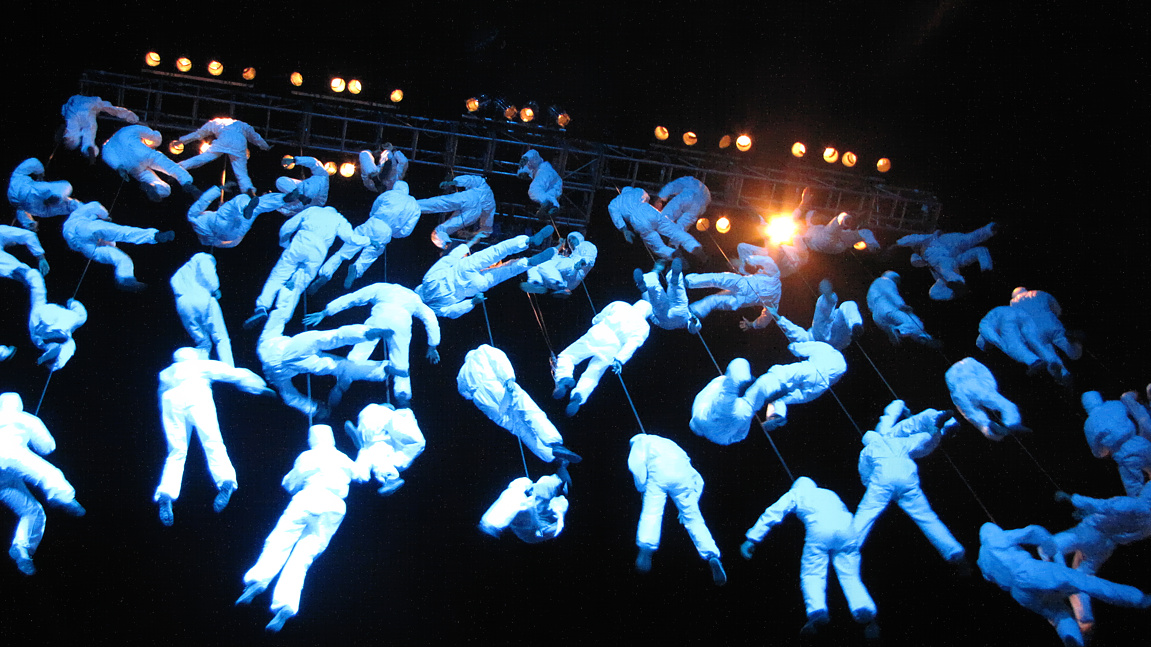
La Fura dels Baus a participé au défilé clôturant les Jeux sud-américains de Medellín en 2010.

La cérémonie de clôture a lieu le 30 mars 2010 dans les rues de la ville de Medellín, à l'air libre, rompant la tradition des Jeux sud-américains qui l'avaient toujours organisée dans un espace fermé. Les entrées étant gratuites, l'assistance a été estimée à plus d'un million de personnes[réf. nécessaire]. L'événement a pu compter sur la participation de plus de cinq cents artistes, dont 95 % étaient des locaux. Des compagnies internationales, telles que la troupe de spectacle espagnole La Fura dels Baus qui créa la cérémonie d'ouverture des Jeux olympiques d'été de 1992 à Barcelone et les Comediants reconnus pour leurs mise en scène avant-gardistes et festives ainsi que pour la cérémonie de clôture des jeux olympiques de Barcelone, sont également présents.
Le spectacle a été conçu sous forme de défilé ambulant, appelé « UP (Urban Performing) » et a été organisé par l'entreprise Culture Fit. Il se déroule dans la calle San Juan, contant avec des effets visuels des allégories sur le sport et la culture de Medellín. La mise en place de ressources scénographiques de grand format a ainsi plongé dans un monde imaginaire le public qui a pu aussi découvrir des images géantes allusives à la ville de Medellín et en hommage au prêtre espagnol José Celestino Mutis qui explora la Colombie et étudia sa botanique. Le parcours s'est terminé au Parque de los Pies Descalzos, lieu où a été effectué l'acte principal de la cérémonie de clôture.
La fête a atteint son point culminant en se terminant par un spectacle de feux pyrotechniques, en signe d'adieu à Medellín et au passage de relais à Santiago du Chili où se déroulera la dixième édition des Jeux sud-américains en 2014. Lors de la cérémonie de clôture, le président de l’ODESUR, Carlos Arthur Nuzman, affirme que ces Jeux ont été les meilleurs Jeux sud-américains de l'histoire. En effet, selon lui, « L'organisation fut excellente et ces Jeux représentent une nouvelle étape pour les Jeux sud-américains. Tout a très bien fonctionné, d'après ce que les volontaires et le public ont rapporté durant leur participation. Je félicite le Gouvernement de la Colombie et le comité organisateur Medellín 2010. »

## Transmission télévisée

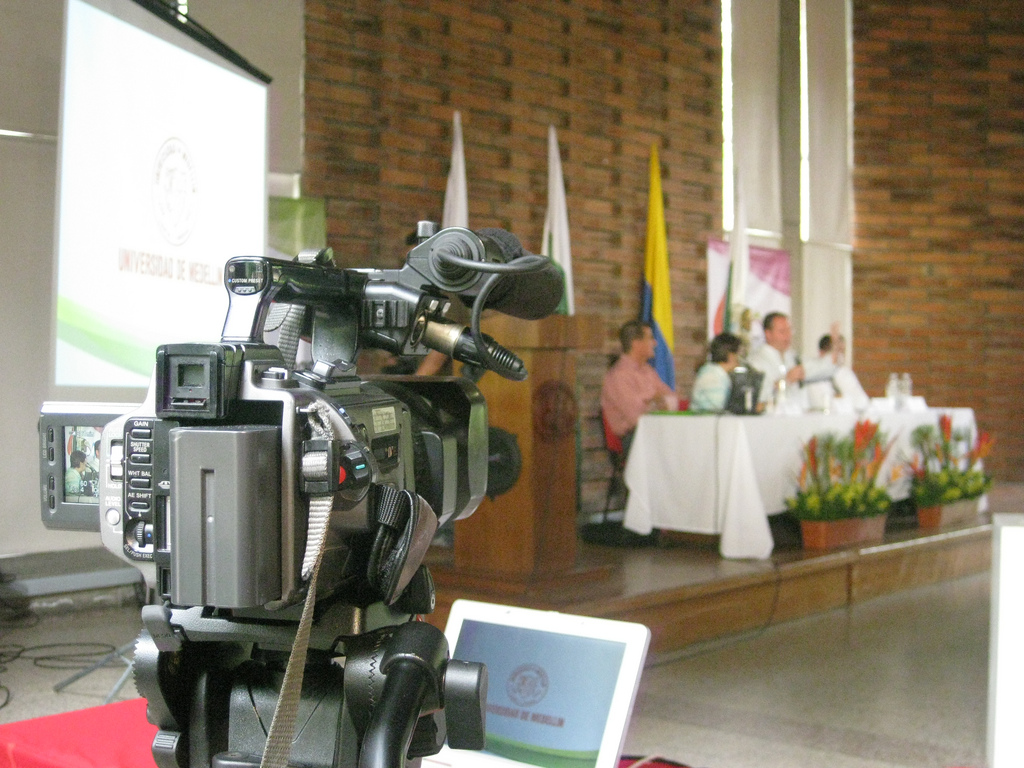
Transmission du séminaire sportif la veille des Jeux.

La Comisión Nacional de Televisión de Colombia (CNTV) a été responsable de la transmission télévisée des évènements durant les Jeux sud-américains de 2010[réf. nécessaire].

## Bilan sportif

### Records
À l'issue de la compétition le 30 mars 2010, la délégation colombienne établit un nouveau record de récompenses remportées lors des Jeux sud-américains avec 372 médailles, battant ainsi le Brésil qui en avait obtenu 333 lors des Jeux sud-américains de 2002 à Rio de Janeiro,. Outre cette performance, de nombreux records sud-américains sont battus en natation, en haltérophilie et en cyclisme. Un record du monde est également tombé en roller de vitesse[réf. nécessaire].
| Sport                  | Sportif                                 | Épreuve                           | Type de record | Valeur                        | Date          |
| Patinage               | Jercy Puello Ortiz                      | 300 m contre-la-montre individuel | Mondial        | 26.3                          | 24 mars 2010, |
| Cyclisme               | Leonardo Narváez                        | Vitesse individuelle              | Jeux           | 10.483                        | 19 mars 2010  |
| Cyclisme               | Fabián Puerta                           | Kilomètre                         | Jeux           | 1:03.953                      | 21 mars 2010  |
| Cyclisme               | Diana García                            | 500 mètres                        | Jeux           | 35.441                        | 21 mars 2010  |
| Natation               |                                         |                                   |                |                               |               |
| Leonardo Deus          | 200 mètres dos hommes                   | Jeux                              | 02:02.00       | 26 mars 2010                  |               |
| Felipe Silva           | 100 mètres brasse hommes                | Jeux                              | 01:02.87       | 26 mars 2010                  |               |
| Albert Subirats        | 50 mètres papillon hommes               | Jeux                              | 23.66          | 26 mars 2010                  |               |
| Paula Daynara          | 100 mètres papillon femmes              | Jeux                              | 1:00.44        | 26 mars 2010                  |               |
| Joanna Maranhão        | 200 mètres 4 nages femmes               | Jeux                              | 02:17.07       | 26 mars 2010                  |               |
| Joanna Maranhão        | 400 mètres 4 nages femmes               | Jeux                              | 04:52.84       | 27 mars 2010[réf. nécessaire] |               |
| Alejandro Gómez        | 400 mètres nage libre hommes            | Jeux                              | 03:58.41       | 27 mars 2010                  |               |
| Leonardo Deus          | 200 mètres papillon hommes              | Jeux                              | 02:01.20       | 27 mars 2010[réf. nécessaire] |               |
| Federico Grabich       | 100 mètres dos hommes                   | Jeux                              | 00:56.74       | 27 mars 2010[réf. nécessaire] |               |
| Guilherme Guido        | 100 mètres dos hommes                   | Jeux                              | 55.14          | 27 mars 2010[réf. nécessaire] |               |
| Thiago Pereira         | 200 mètres 4 nages hommes               | Jeux                              | 02:03.16       | 28 mars 2010[réf. nécessaire] |               |
| Brasil                 | relais 4 × 100 mètres 4 nages hommes    | Jeux                              | 03:43.73       | 28 mars 2010[réf. nécessaire] |               |
| Venezuela              | relais 4 × 200 mètres nage libre hommes | Jeux                              | 7:29.12        | 27 mars 2010[réf. nécessaire] |               |
| Flávia Cazziolato      | 50 mètres nage libre femmes             | Jeux                              | 00:25.51       | 29 mars 2010[réf. nécessaire] |               |
| Haltérophilie          |                                         |                                   |                |                               |               |
| Israel Rubio           | 69 kg hommes                            | Jeux                              | 311.0          | 27 mars 2010[réf. nécessaire] |               |
| Yoni Andica            | 77 kg hommes                            | Jeux                              | 331.0          | 28 mars 2010[réf. nécessaire] |               |
| Betsi Rivas            | 48 kg femmes                            | Jeux                              | 163.0          | 26 mars 2010[réf. nécessaire] |               |
| María Escobar Guerrero | 58 kg femmes                            | Jeux                              | 220.0          | 27 mars 2010[réf. nécessaire] |               |
| Nisida Palomeque       | 63 kg femmes                            | Jeux                              | 231.0          | 27 mars 2010[réf. nécessaire] |               |
| Leydi Solís            | 69 kg femmes                            | Jeux                              | 248.0          | 28 mars 2010[réf. nécessaire] |               |

Par ailleurs, les Jeux sud-américains de 2010 sont devenus l'édition où a été distribué le plus grand nombre de médailles, avec un total de 1 551 réparties entre les quinze nations participantes. Avec 3 633 sportifs qui ont participé à cette édition, ces Jeux deviennent également ceux où il y a eu le plus d'athlètes en compétition. Enfin, l'Argentine se retrouve pour la première fois au pied du podium, alors que, sur les neuf éditions depuis la création des Jeux, elle avait fini sept fois à la première place et une fois troisième en 2002,.

### Dopage

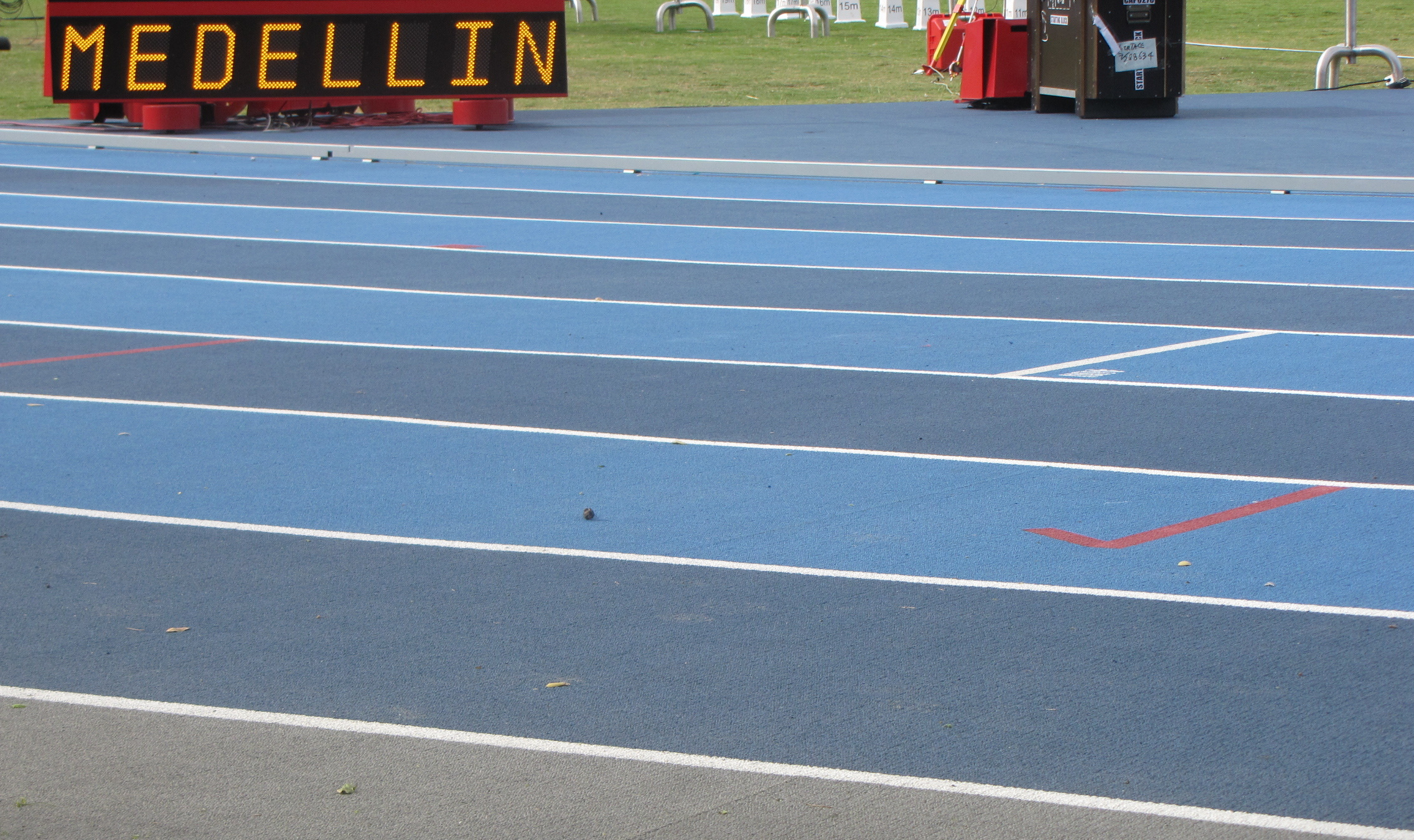
Deux cas de dopages furent confirmés lors des Jeux en athlétisme.

Sur les 400 examens effectués par le laboratoire de Coldeportes, qui a été certifié par le comité international olympique et par l'agence mondiale antidopage, deux tests de dopage se sont avérés positifs. L'équipe médicale composée de 24 personnes expérimentées dans ce domaine, ne pouvant pas examiner les 3 259 athlètes médaillés, a concentré ses efforts sur les sports à « haut risque » tels que le cyclisme, l'haltérophilie, l'athlétisme et les sports de combat,.
L'ODESUR a ainsi fait savoir à travers un communiqué officiel : « Le comité exécutif d'ODESUR a décidé aujourd'hui [le 27 mars] de sanctionner les deux sportives en les excluant des IX Jeux Sportifs, et par conséquent se sont vu retirer leurs médailles,. »
Karina Villazana, une athlète péruvienne, a été contrôlée positive à la cocaïne. Le comité exécutif de l'ODESUR lui a retiré alors les médailles d'or et d'argent, qu'elle avait obtenues respectivement lors de l'épreuve du 10 000 mètres et du 5 000 mètres. La médaille d'or du 10 000 mètres est remise à sa compatriote Iony Ninahuaman, tandis que la colombienne Aura María Rojas et la brésilienne Ana Brandao récupéraient respectivement les médailles d'argent et de bronze. Sa médaille d'argent gagnée lors du 5 000 mètres est revenue à Aura María Rojas tandis que la péruvienne Charo Quinto a obtenu le bronze,.
Ana Mariana Sánchez, une athlète bolivienne testée positif à la nandrolone, s'est vue retirer la médaille de bronze obtenue lors du relais 4 × 400 mètres par le comité exécutif. En outre, les autorités sportives ont également décider de disqualifier les autres membres de l'équipe bolivienne ayant participé à cette épreuve, de sorte que la médaille de bronze a été décernée à l'Argentine,.
Enfin, il faut noter le fait que plusieurs athlètes n'ont pu participer à ces Jeux sud-américains, ayant été préalablement contrôlés positifs. Cela a ainsi été le cas de trois des quatre boxeurs uruguayens qui devaient représenter leur pays et qui ont été déclarés positifs à la cocaïne à la suite de contrôles antidopage trois jours avant le début de la compétition,.

### Ouvrages utilisés
- (es) Ernesto Rodríguez III, Libro I de los Juegos Odesur (1978-2010) : Los libros del ciclo olímpico argentino, Buenos Aires, Alarco Ediciones, 2010, 1re éd., 192 p. (ISBN 9789871367184, lire en ligne)

1. 1 2  p. 51
2. 1 2 3  p. 15-16
3. ↑  p. 41
4. 1 2  p. 42-43

### Autres références
- (es) Cet article est partiellement ou en totalité issu de l’article de Wikipédia en espagnol intitulé « Juegos Suramericanos de 2010 » (voir la liste des auteurs).

1. 1 2  (es) « Los Juegos Sudamericanos se crearon para unir al deporte », Los Tiempos,‎ 18 mars 2010 (lire en ligne)
2. ↑  (es) « Historial », sur odesur.org (consulté le 19 décembre 2012)
3. 1 2 3  (es) « Medellín y Santiago disputarán la sede de los Sudamericanos 2010 », Caracol Radio,‎ 18 septembre 2006 (lire en ligne)
4. ↑  (es) « Colombia, sede de los Juegos Odesur del 2010 », El País,‎ 8 novembre 2006 (lire en ligne)
5. ↑  (es) « Medellín fue elegida como sede de los Juegos Odesur-2010 », El Universo,‎ 7 novembre 2006 (lire en ligne)
6. ↑  (es) Santiago Higuita, « Suramericanos 2010:¡Medellín se la juega! », Semana,‎ 16 mars 2010 (lire en ligne)
7. 1 2  (es) « Medellín obtuvo sede para Juegos Suramericanos de 2010 », Presidencia de la República de Colombia, 7 novembre 2006 (consulté le 18 décembre 2012)
8. ↑  (es) « Estatuto - ODESUR (Organización Deportiva suramericana) cf article 48, p.23 », sur odesur.org (consulté le 19 décembre 2012)
9. ↑  (es) « El remo sumó seis medallas de oro », sur edant.clarin.com (consulté le 19 décembre 2012)
10. ↑  (es) « ¿Por qué el Perú es potencia sudamericana en bádminton? », sur elcomercio.pe, 29 mars 2010 (consulté le 19 décembre 2012)
11. ↑  (es) « Estas fueron las claves del título de Colombia en los Juegos Suramericanos », sur www.eltiempo.com, 29 mars 2010 (consulté le 19 décembre 2012)
12. ↑  (es) « Juegos Suramericanos: Chile viaja a Medellín con cifra histórica de deportistas », sur www.emol.com, 10 mars 2010 (consulté le 19 décembre 2012)
13. 1 2 3  (es) « Finalizó Seminario de Jefes de Misión en Medellín », El Diaro,‎ 23 janvier 2010 (lire en ligne)
14. ↑  (es) « Llegan los Jefes de Misión de los países participantes en los IX Juegos Suramericanos 2010 », Inforiente,‎ 18 janvier 2010 (lire en ligne)
15. 1 2  (es) « Colombia tendrá la delegación de deportistas más grande en los juegos Sudamericano », Semana,‎ 10 mars 2010 (lire en ligne)
16. 1 2 3  (es) « Medellín 2010, Colombia », ODESUR (consulté le 12 décembre 2012)
17. ↑  (es) « Deportes : IX Juegos Suramericanos Medellín 2010 », Revista Dini,‎ 2010 (lire en ligne)
18. 1 2  (es) « Con Guerrero como estrella se abren los Sudamericanos », La Cronica del Quindío,‎ 19 mars 2010 (lire en ligne)
19. ↑  (es) « Venezuela cumple expectativas », El Universal,‎ 31 mars 2010 (lire en ligne)
20. ↑  (es) « Ocho disciplinas fuera del programa de los Juegos Odesur », La Nación,‎ 11 mars 2010 (lire en ligne)
21. ↑  (es) Pablo Arbeláez Restrepo, « 19 mil personas pagarán para ver la inauguración de Juegos », El Colombiano,‎ 17 février 2010 (lire en ligne)
22. 1 2 3  (es) « Medellín está que arde », El Espectador,‎ 19 mars 2010 (lire en ligne)
23. 1 2  « El lunes comienza montaje de la inauguración de los juegos en el Atanasio », Around the Rings, 27 février 2010 (consulté le 17 juillet 2012)
24. ↑  « Suramericanos: montaje de inauguración y fuego deportivo », Coldeportes, 1er mars 2010 (consulté le 17 juillet 2012)
25. 1 2  « Una fiesta de colores abrió los Odesur », ESPN Deportes, 20 mars 2010 (consulté le 1er mai 2010)
26. ↑  Ministerio de Educación y Cultura de Colombia, « Programación Juegos Suramericanos » (consulté le 15 décembre 2012)
27. 1 2  (es) « El 'corazón' de Medellín estará en las medallas de los Juegos Suramericanos », El Tiempo,‎ 16 mars 2010 (lire en ligne)
28. 1 2 3 4  (es) « 400 mil espectadores visitaron los escenarios de los Juegos Suramericanos », El Tiempo,‎ 30 mars 2010 (lire en ligne)
29. 1 2 3  (es) « Colombia impone récord de participantes y medallas ganadas en los Juegos Suramericanos », Sincelejo Herald,‎ 31 mars 2010 (lire en ligne)
30. ↑  « Clara Guerrero y Jercy Puello, las reinas de los Juegos Suramericanos », Sincelejo Herald, 31 mars 2010 (consulté le 2 octobre 2012)
31. 1 2 3 4  (es) « Los Juegos tendrán una despedida por lo alto », El Colombiano,‎ 29 mars 2010 (lire en ligne)
32. 1 2  « Medellín despedirá este martes los IX Juegos Suramericanos », El Espectador,‎ 29 mars 2010 (lire en ligne)
33. ↑  (es) « Odesur: Colombia hizo historia », ESPN Deportes,‎ 30 mars 2010 (lire en ligne)
34. ↑  (es) « Nuzman : Medellín 2010 fueron los mejores Juegos Suramericanos de la historia », ODESUR, 30 mars 2010 (consulté le 20 décembre 2012) »
35. ↑  (es) « Con récord mundial, Colombia gana primeros oros en Patinaje de Velocidad », Colombia.com,‎ 24 mars 2010 (lire en ligne)
36. ↑  (es) « Jercy Puello, Clara Juliana Guerrero y Manuel Otálora, los reyes de los Suramericanos », El Tiempo,‎ 30 mars 2010 (lire en ligne)
37. ↑  (es) « Leonardo Narváez marcó nuevo récord suramericano de ciclismo en pista », El Tiempo,‎ 19 mars 2010 (lire en ligne)
38. ↑  (es) « Oro, plata y récord para el equipo colombiano de ciclismo en los Juegos Suramericanos », El Tiempo,‎ 21 mars 2010 (lire en ligne)
39. ↑  (es) « Diana García es la reina del ciclismo en pista de los Juegos Suramericanos 2010 », El Tiempo,‎ 21 mars 2010 (lire en ligne)
40. 1 2 3 4 5  (es) « Natación de carreras, Brasil empieza batiendo records suramericanos », Sincelejo Herald,‎ 27 mars 2010 (lire en ligne)
41. ↑  (es) « Natación recuperó terreno para el país con cuatro récords », Solo Deportes,‎ 27 mars 2010 (lire en ligne)
42. ↑  (es) « Argentina es el pionero del deporte suramericano », El Colombiano,‎ 1er mars 2010 (lire en ligne)
43. 1 2 3 4  (es) « Se confirmaron dos casos positivos de dopaje en los Juegos Suramericanos », El Tiempo,‎ 27 mars 2010 (lire en ligne)
44. 1 2  (es) « Por ahora, son unos Juegos sin dopaje », El Tiempo,‎ 28 mars 2010 (lire en ligne)
45. ↑  (es) « Odesur ordena retiro de medallas a atletas de Perú y Bolivia por dopaje », Hoy,‎ 27 mars 2010 (lire en ligne)
46. ↑  (es) « Odesur ordena retiro de medalla a atleta boliviana por dopaje », Los Tiempos,‎ 27 mars 2010 (lire en ligne)
47. ↑  (es) « Odesur ordena retiro de medallas a atletas de Perú y Bolivia por dopaje », Emol,‎ 27 mars 2010 (lire en ligne)
48. 1 2  (es) Alixon David Reyes Rodríguez, Fraudes en el deporte : Los avatares de la disciplina entre una cultura de la hipocresía y el cosmopolitismo mundano, Editorial Club Universitario, 2012, 260 p. (ISBN 9788499484693), p. 65
49. ↑  (es) « Boxeadores uruguayos dan positivos en pruebas antidopaje », El Universal,‎ 17 mars 2010 (lire en ligne)